# Johann Christian Hundeshagen

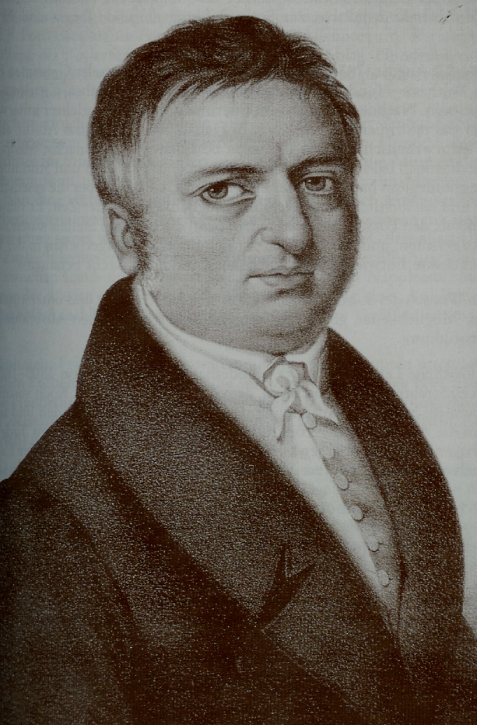
Johann Christian Hundeshagen

Johann Christian Hundeshagen (* 10. August 1783 in Hanau; † 10. Februar 1834 in Gießen) war ein deutscher Forstwissenschaftler.

## Herkunft
Seine Eltern waren der Gymnasialprofessor, Syndikus in Hanau, Geheime Regierungs- und Hofgerichtsrat Johann Balthasar Hundeshagen (1734–1800) und dessen Ehefrau Dorothea Charlotte Stein, eine Schwester des Professors der Medizin Georg Wilhelm Stein. Sein jüngerer Bruder war der Kunsthistoriker und Germanist Helfrich Bernhard Hundeshagen.

## Leben
Nach dem Abitur durchlief Hundeshagen eine zweijährige forstliche Lehre und besuchte die Forstlehranstalt in Waldau und Dillenburg. Dort unterrichtete ihn Georg Ludwig Hartig. Anschließend studierte er in Heidelberg, wo er 1804 Mitglied des Corps Rhenania I wurde, Kameral- und Naturwissenschaften und wurde danach Forstamtsaccessist (heute: zweiter Beamter) beim Forst- und Salinenamt Allendorf. Darauf folgte eine Tätigkeit in Hersfeld, in der er sein umfassendes praktisches Wissen erwarb. In dieser Zeit wurde auch sein Sohn Karl Bernhard (1810–1872) geboren, der später als reformierter Theologe ebenfalls Hochschullehrer werden sollte.
Nach zehnjähriger Tätigkeit in Hersfeld wurde Hundeshagen am 4. Juni 1818 auf Empfehlung seines Göttinger Studienfreundes Julius Simon von Nördlinger zum ersten ordentlichen Professor der Forstwissenschaften an der Universität Tübingen berufen. Im kurhessischen Forstverwaltungsdienst sah er für sich kein Fortkommen mehr. Das von ihm als zutiefst ungerecht empfundene Adelsprivileg, welches ihm, dem hochqualifizierten aber bürgerlichen Förster den Zutritt zu höchsten Ämtern verschloss, hat ihn wohl auch persönlich gekränkt.
Hundeshagen lehrte sechzehn Jahre an der Universität Tübingen. In dieser Zeit entstanden seine bedeutenden Standardwerke Methodologie und Grundriß der Forstwirtschaft und Encyclopädie der Forstwissenschaft. Letztere fasste das gesamte forstliche Wissen seiner Zeit zusammen. Hundeshagen gehörte damit zu den so genannten „Forstlichen Klassikern“ (Enzyklopädisten), die einen ungeheuren Einfluss auf die Forstwirtschaft in Deutschland und in der ganzen Welt hatten.
Aber auch in Tübingen sah sich Hundeshagen benachteiligt. Viele seiner Professorenkollegen sträubten sich dagegen, „die Jägerei“ neben ihren klassischen Fakultäten zu akzeptieren. Hinzu kam, dass Hundeshagen in Verdacht geriet, staatlich Verfolgte zu begünstigen. Er stand den Burschenschaften sehr nahe, die während der Restaurationszeit wegen ihrer politischen Forderungen als Quelle hochverrätischer Umtriebe galten. 1819 half er zusammen mit dem Rektor der Universität, Professorenkollegen und Studenten in der Lustnauer Schlacht, andere, von Lustnauer Bauern im Gasthof Adler inhaftierte Kommilitonen durch Erstürmung des Gebäudes zu befreien. Die beiden Tübinger Studenten waren zuvor in einer Kutsche aus Bebenhausen kommend in eine Schafherde gefahren, worauf sich mit dem Schäfer und ihm zu Hilfe kommenden Lustnauer Bauern eine regelrechte Schlägerei entwickelte.
Hundeshagen wechselte nach Fulda, geriet aber auch hier wieder in Auseinandersetzungen mit der politischen Polizei. Er folgte einem Ruf der Universität Gießen und entzog sich weiteren Untersuchungen. Neben seiner Professur leitete er auch die Forstlehranstalt. Doch Querelen mit der Landesforstbehörde veranlassten ihn, die Leitung niederzulegen. Hundeshagen widmete sich nun ganz der universitären Lehre und vollendete nach rastloser Arbeit sein letztes großes Werk, die Forstabschätzung. Sein Normalwaldmodell war Grundlage der Forsteinrichtung. Er gilt auch als Vater der „forstlichen Statik“. Darunter verstand Hundeshagen die „Messkunst der forstlichen Kräfte und Erfolge“. Er hatte den Begriff analog zu der 1818 von Carl von Wulffen geprägten „Statik des Landbaus“ entwickelt. Die forstliche Statik war eine Vorläuferin der späteren forstlichen Betriebswirtschaftslehre. Mit seinen mathematisch-wirtschaftlichen Vorstellungen wirkte Hundeshagen wesentlich auf Max Preßler.
Zermürbt durch die jahrelangen Streitigkeiten und gesundheitlich angeschlagen, starb Hundeshagen bereits im Alter von 50 Jahren. Ausdruck für seine körperliche Verfassung in seinen letzten Lebensjahren lassen sich in den verbissen geführten wissenschaftlichen Disputen mit Carl Justus Heyer und Friedrich Wilhelm Leopold Pfeil finden.

## Schriften

### Wissenschaftliche Veröffentlichungen
- Anleitung zum Entwerfen von Bauholz-Anschlägen und zur zweckmäßigen Aufarbeitung, Verwendung und Ersparung des Holzes, besonders des Eichenholzes, für Forstmänner bearbeitet, Hanau 1817
- Methodologie und Grundriß der Forstwissenschaft, Tübingen 1819
- Prüfung der Cottaischen Baumfeldwirthschaft nach Theorie und Erfahrung, Tübingen 1820
- Über die Hackwald-Wirthschaft überhaupt, und ihre Einführung in Württemberg insbesondere. Eine Rechtfertigungsschrift, Tübingen 1821
- Encyclopädie der Forstwissenschaft, systematisch abgefasst (3 Teile), Tübingen 1821–1831
- Die Forstabschätzung auf neuen wissenschaftlichen Grundlagen, Tübingen 1826
- Lehrbuch der forst- und landwirthschaftlichen Naturkunde (3 Abteilungen), Tübingen 1827–1830
- Die Waldweide und Waldstreu in ihrer ganzen Bedeutung für Forst-, Landwirthschaft und National-Wohlfahrt, Tübingen 1830
- Zeitbeduerfnisse in politischer, administrativer und gewerblicher Beziehung oder staatswissenschaftliche Beitraege, Band 1, Tübingen 1832
- Über die grossen Verluste am National-Vermögen und Einkommen des Grossherzogthums Hessen in Folge der Universalmauthen und des Mauthvereins mit Preußen, Tübingen 1833.

### Zeitschriften
- Forstliche Berichte und Miscellen. Eine Zeitschrift in zwanglosen Heften, 1830 und 1832 (nur zwei Hefte, wurde nicht fortgesetzt)
- Zeitbedürfnisse, in politischer, administrativer und gewerblicher Beziehung oder staatswissenschaftliche Beiträge, 1832 (nur ein Heft erschienen, wurde nicht fortgesetzt)